# 2,4-디클로로페녹시아세트산
2,4-디클로로페녹시아세트산(2,4-Dichlorophenoxyacetic acid, 이사디. 간단히 2,4-D)는 잎이 넓은 잡초를 제어하는 데 쓰이는 일반적인 제초제 농약 가운데 하나이다. 전 세계에서 가장 널리 쓰이고 있는 제초제이며 북아메리카에서 세 번째로 많이 쓰인다. 이사디는 합성 옥신 (식물 호르몬)이며 이에 따라 식물 연구를 위해, 또 식물 세포 배양 공급을 위해 연구소에서 자주 쓰인다.
쌍떡잎식물의 줄기 꼭대기에 작용하여 비정상인 세포 분열을 발생시켜 말려 죽이는 작용을 하며, 온도가 높을수록 제초 효과가 현저하다. 한편, 벼과 등의 외떡잎식물에는 별로 영향을 주지 않고(선택성 제초제), 논이나 잔디의 제초에 넓게 이용되고 있다. 제초제로서 시판될 때, 무기염류(나트륨 염류 등)나 유기염류(아민 염류), 및 에스테르의 제재로 여겨진다.

## 개요
제2차 세계대전 동안 영국의 하트퍼드셔주의 로담스테드 농업시험장에서 생화학자인 주다 허쉬 카스텔(Juda Hirsch Quastel) 등에 의해 농산물의 수량 증가를 목적으로 합성되었다. 1946년에는 밀가루와 옥수수에 대한 제초제로 판매가 시작되었다.
현재 2,4-D는 선택 가능 저가격 독성 것을 장점으로 다양한 상품명으로 제초제로 판매가 이루어 광범위하게 사용되고 있다. 독성은 쥐의 LD 50 = 375 또는 666mg/kg을 얻을 수 있다. 인간에 대한 독성은 간 독성, 생식 독성 등이 지적되고 있다. 클로로 아세트산과 2,4-디클로로페녹시 반응에서 합성된다. 이 때 부산물로 2,4-D 이외의 클로로페녹시 초산류가 발생한다.
베트남 전쟁에서는 2,4,5-T 등과 함께 에이전트 오렌지(Agent Orange)로 채택되었다. 이 때 제조 과정에서 발생한 다이옥신이 혼합되어 있기 때문에 사회 문제가 되었다.
물에 대한 용해도는 900 mg/L (25 ℃)이다.

## 같이 보기
- 2,4,5-T
- 제초제
- 고엽제
- 농약